# Jakub Kopf
Jakub Józef Kopf o Kopowski (Cracovia, 13 marzo 1915 – Cracovia, 2 giugno 1983) è stato un cestista polacco.

## Carriera
Ha disputato con la Polonia le Olimpiadi di Berlino 1936, giocando due partite.